# Клан О'Гара

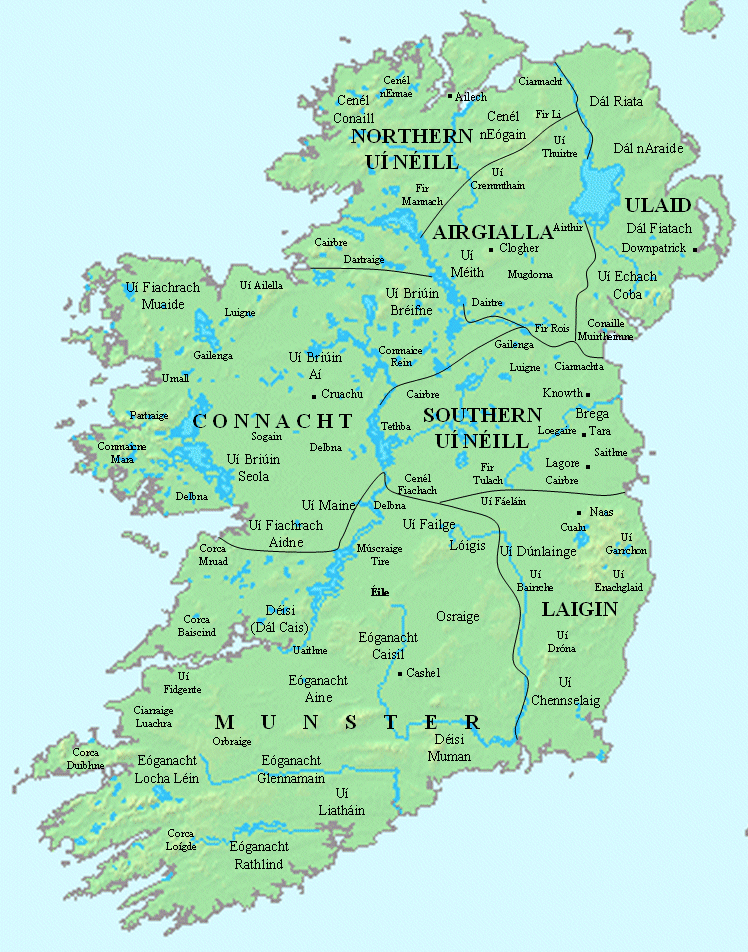
Племена, королівства, найбільші клани в Ірландії в ранньому середньовіччі біля 800 року.

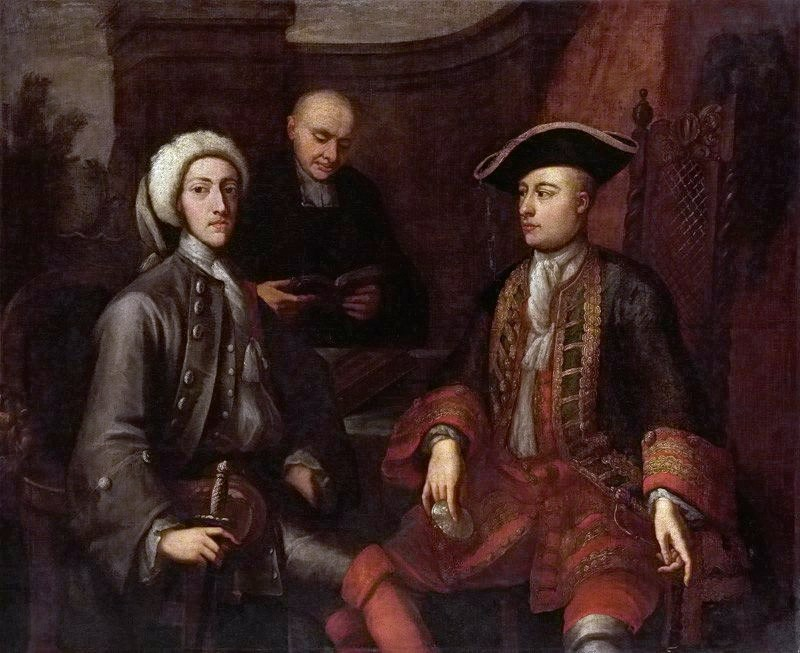
Джеймс О'Хара (1682—1774) — ІІ барон Тіравлі. Справа.

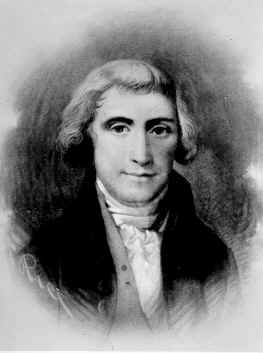
Джеймс О'Хара (1752—1819) — американський офіцер.

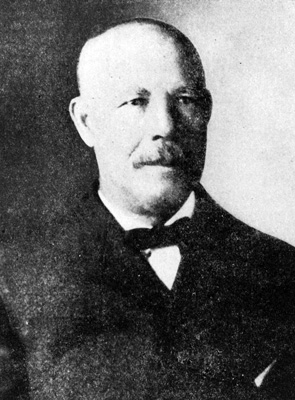
Джеймс Едвард О'Хара (1844—1905) — американський політик.

Клан О'Гара (ірл. — clan O'Hara) — англоїзована назва давнього ірландського клану О-гЕйра (ірл. — clan Ó hEaghra) — нащадків короля Ейра Попрі мак Шергуса (ірл. — Eaghra Poprigh mac Saorghus), що помер, згідно «Літопису чотирьох майстрів» у 926 чи 928 році і був королем васального королівства Луйгне (ірл. — Luighne) в Коннахті.

## Походження клану
Засновником клану вважається король васального королівства Луйгне Ейра Попрі мак Шергус (пом. 928), що був вождем туата (племені) Гайленга, що проживало в північному Коннахті. Згідно історичних переказів цей туат походив з королівства Брега, що було розташоване на сході Ірландії. Дувалтах Мак Фірвіші (ірл. — Dubhaltach Mac Fhirbhisigh) дає родовід цього короля як: Ейра Пайпрі походив з клану Ві Ейра (ірл. — Ui Eaghra), був сином Шергуса (ірл. — Saorghus) сина Бека (ірл. — Béac) сина Флайхгеса (ірл. — Flaithgheas), що походив з клану Флайхгеса, сина Тайхлеха (ірл. — Taichleach) сина Кенна Фелада (ірл. — Ceann Faoladh) сина Діармуйда (ірл. — Diarmuid) сина Фіонварра (ірл. — Fionnbharr) сина Бренайнна (ірл. — Bréanainn) сина Нада Фрейха (ірл. — Nad Fraoich) сина Фідхена (ірл. — Fidhsheang) (чи Фіннена (ірл. — Finnéan) чи Ідена (ірл. — Idhéan) чи Фідена (ірл. — Fidhean) чи Йодана (ірл. — Iodhan) сина Фіодхуре (ірл. — Fiodhchuire) з клану Ві Фіодхуре (ірл. — Ui Fhiodhchuire) сина Айрхерба (ірл. — Airtchearb) сина Ніа Корба (ірл. — Nia Corb) сина Лой (ірл. — Loí) з клану Луйгне (ірл. — Luighne) сина Кормака Гайленга (ірл. — Cormac Gaileang) сина Тадга (ірл. — Tadhg).
Тадг мак Кіан (ірл. — Tadhg mac Cian) вказується як син Кіана (ірл. — Cian) сина Айліля Аулома (ірл. — Ailill Aulom). Кіан також вказується як син Садб ініон Конн Кетхатах (ірл. — Sadhbh inion Conn Cétchathach) — дочки верховного короля Ірландії Конна Сто Битв.
Згідно історичних переказів і давніх ірландських літописів нащадками Кіана є клани Ейвер (ірл. — Éibhear) з Лех Куйнн (ірл. — Leath Chuinn), східні і західні Гайленга (ірл. — Gaileanga), південні і північні Кіанахта (ірл. — Cianachta), східні і західні Луйгне (ірл. — Luighne), клани Делвна (ірл. — Dealbhna): Делвна Мор (ірл. — Dealbhna Mhor), Делвна Вег (ірл. — Dealbhna Bheag) з королівства Міде, Делвна Ехайр (ірл. — Dealbhna з Eathair) з західного Міде, Делвна Тір Да Лох (ірл. — Dealbhna of Tír Dhá Loch) з Коннахту.
Згідно давньої ірландської легенди «Битва Маг Мукруйме» Кіан і його шестеро братів були вбиті в бою.

## Нащадки— клан О'Гара
Згідно праць Мак Фірвішіга король Ейра Попрі мак Шергус мав двох синів — Муйргеша (ірл. — Muirgheas) та Магнуса (Майнуса) (ірл. — Maghnus). Нащадками Муйргеша були Мурхад (ірл. — Murchadh) та Ед Ва х-Ейра (ірл. — Aodh Ua hEaghra) — король васального королівства Луйгне у 1155 році. Нащадками Магнуса були Тадг (ірл. — Tadhg), Кіан мак Тадг Мак Кормак О х-Ейра (ірл. — Cian mac Tadhg mac Cormac Ó hEaghra), Ойліль (ірл. — Oilill), Бріан (ірл. — Brian), Кормак Оґ мак Кормак Оґ мак Кормак О х-Ейра (ірл. — Cormac Óg mac Cormac Óg mac Cormac Ó hEaghra). Останній був живий у 1664 році.
Наступні нащадки включають таких людей:
- Чарльз О'Гара (ірл. — Charles O'Hara) — І барон Тіравлі, помер у 1724 році.
- Джеймс О'Гара (ірл. — James O'Hara) — II барон Тіравлі (1682—1774).
- Чарльз О'Гара (ірл. — Charles O'Hara) (1740—1802)— британський офіцер, брав участь у битві під Йорктауном, в результаті якої британська армія отримала важку поразку від американських колоністів у 1781 році, капітулював армії Джорджа Вашінгтона.
- Роберт О'Гара Бурк (ірл. — Robert O'Hara Burke) (1820—1861) — керівник нещасної експедиції Бурка і Віллса.

## Видатні і відомі люди з клану О'Гара
- Баррат О'Гара (ірл. — Barratt O'Hara) (1882—1969) американський політик.
- Бернард О'Гара (ірл. — Bernard O'Hara) (нар. 1945) — ірландський історик.
- Катерін О'Гара (ірл. — Catherine O'Hara) (нар. 1954) — канадська акторка.
- Чарльз О'Гара (ірл. — Charles O'Hara) (1740—1802) — офіцер британської армії.
- Дейн О'Гара (ірл. — Dane O'Hara) — новозеландський регбіст.
- Давид О'Гара (ірл. — David O'Hara) (нар. 1965) — британський актор.
- Едвард О'Гара (ірл. — Edward O'Hara) (нар. 1937) — британський політик.
- Едвін Вінсент О'Гара (ірл. — Edwin Vincent O'Hara) (1881—1956) — американський священник римо-католицької церкви.
- Ейліс Ні Дуйбне — Елізабет О'Гара (ірл. — Éilis Ni Dhuibhne, Elisabeth O'Hara) (нар. 1954) — ірландська письменниця, новелістка.
- Франк О'Гара (ірл. — Frank O'Hara) (1926—1966) — американський поет.
- Геральд Патрік Алойсіус О'Гара (ірл. — Gerald Patrick Aloysius O'Hara) (1895—1963)- американський священник римо-католицької церкви.
- Гоффрі О'Гара (ірл. — Geoffrey O'Hara) (1882—1967) — канадський композитор, професор музики.
- Джордж О'Гара (ірл. — George O'Hara) (1899—1966) — американський актор.
- Геррі О'Гара (ірл. — Gerry O'Hara) (нар. 1925) — британський телевізійний директор.
- Глен О'Гара (ірл. — Glen O'Hara) (нар. 1974) — британський історик, академік.
- Гелен О'Гара (ірл. — Helen O'Hara) (нар. 1955) — британська музикантка, віолончелістка.
- Джеймс Г. О'Гара (ірл. — James G. O'Hara) (1925—1989) — американський державний діяч.
- Джеймі О'Гара (ірл. — Jamie O'Hara) (нар. 1986) — британський футболіст.
- Джеймі О'Гара (ірл. — Jamie O'Hara) (нар. 1950) — американський музикант і співак, автор і виконавець пісень кантрі.
- Джін О'Гара (ірл. — Jean O'Hara) (1913—1973) — американська повія.
- Джоан О'Гара (ірл. — Joan O'Hara) (1930—2007) — ірландська акторка.
- Джон Френсіс О'Гара (ірл. — John Francis O'Hara) (1888—1960) — американський католицький кардинал.
- Джон Генрі О'Гара (ірл. — John Henry O'Hara) (1905—1970) — американський письменник.
- Джон Кеннеді О'Гара (ірл. — John Kennedy O'Hara) (нар. 1961) — американський політик.
- Кейн О'Гара (ірл. — Kane O'Hara) (1711—1782) — ірландський композитор.
- Келлі О'Гара (ірл. — Kelley O'Hara) (нар. 1988) — американський футболістка.
- Келлі О'Гара (ірл. — Kelli O'Hara) (нар. 1977) — американська акторка та співачка.
- Кід О'Гара (ірл. — Kid O'Hara) (1875—1954) — американський баскетболіст.
- Меггі Блу О'Гара (ірл. — Maggie Blue O'Hara) — канадська акторка.
- Маріо О'Гара (ірл. — Mario O'Hara) — режисер, продюсер, сценарист.
- Мері О'Гара (ірл. — Mary O'Hara) (нар. 1935) — ірландська співачка і арфістка.
- Мері Маргарет О'Гара (ірл. — Mary Margaret O'Hara) — канадська співачка і авторка пісень.
- Маврін О'Гара (ірл. — Maureen O'Hara) (нар. 1920) — ірландська акторка.
- Мішель О'Гара (ірл. — Michael O'Hara) — американський волейболіст.
- Мішель Д. О'Гара (ірл. — Michael D. O'Hara) (1910—1978) — американський юрист.
- Шаун О'Гара (ірл. — Shaun O'Hara) (нар. 1977) — американський футболіст.
- Пейдж О'Гара (ірл. — Paige O'Hara) (нар. 1956) — американський співак та актор.
- Пат О'Гара (ірл. — Pat O'Hara) (нар. 1968) — американський футболіст.
- Петсі О'Гара (ірл. — Patsy O'Hara) (1957—1981) — ірландський політичний діяч, помер внаслідок голодування в британській тюрмі, борець за незалежність Ірландії в Ольстері.
- Патрік О'Гара (ірл. — Patrick O'Hara) — ірландський політик.
- Русс О'Гара (ірл. — Russ O'Hara) — американський диктор радіо.
- Теодор О'Гара (ірл. — Theodore O'Hara) (1820—1867) — американський поет, полковник військ Конфедерації.
- Томас Дж. О'Гара (ірл. — Thomas J. O'Hara) — доктор філософії, вчений.
- Том О'Гара (ірл. — Tom O'Hara) (нар. 1942) — американський спортсмен-легкоатлет.
- Валентин О'Гара (ірл. — Valentine O'Hara) (1875—1941) — ірландський письменник.
- Волтер О'Гара (ірл. — Walter O'Hara) (1789—1874) — полковник британської армії.

## Мистецькі містифікації щодо клану О'Гара
- Вождь О'Гара — персонаж коміксів Діснея.
- Вождь Мілс О'Гара — персонаж телевізійного шоу про Бетмена.
- Джек «Різник» О'Гара — персонаж гри, «Зелений берет».
- Джульєтта О'Гара — персонаж американського телевізійного серіалу «Душа».
- Кімбалл О'Гара — протагоніст з новели Кіплінга «Кім».
- Мігель О'Гара — персонаж футуристичних коміксів про супергероїв.
- Нілі О'Гара — персонаж драми «Долина ляльок».
- Скарлетт О'Гара — персонажка роману Маргарет Мітчелл «Звіяні вітром».